# 셀라르주스
셀라르주스(Selargius), 체라르지우스(Ceràrgius) 또는 사르데냐어로 체락시우스(Ceraxius)는 이탈리아 사르데냐주 칼리아리 광역시에 있는 코무네로, 칼리아리에서 북동쪽으로 약 6 킬로미터 (4 mi) 떨어져 있다. 2025년 기준 인구는 28,323명이다.
이 마을은 중세 시대부터 칼리아리 캄피다누 지역의 일부인 칼리아리 주디카토의 일부로 존재했다. 1928년 칼리아리 코무네에 합병되었으나, 1947년 지역 주민 투표를 거쳐 자치권을 되찾았다. 셀라르주스는 칼리아리 광역권의 일부이다.
셀라르주스는 칼리아리, 몬세라토, 콰르투산텔레나, 콰르투치우, 세스투 및 세티모산피에트로 지방 자치 단체와 접해 있다.

## 인구 통계
| 연도 | 인구  | ±%     |
| ---- | ----- | ------ |
| 1861 | 3,215 | —      |
| 1871 | 2,976 | −7.4%  |
| 1881 | 3,099 | +4.1%  |
| 1901 | 3,393 | +9.5%  |
| 1911 | 3,780 | +11.4% |
| 1921 | 3,856 | +2.0%  |
| 1931 | 4,351 | +12.8% |
| 1936 | 4,668 | +7.3%  |

| 연도 | 인구   | ±%     |
| ---- | ------ | ------ |
| 1951 | 6,916  | +48.2% |
| 1961 | 8,768  | +26.8% |
| 1971 | 12,110 | +38.1% |
| 1981 | 18,245 | +50.7% |
| 1991 | 23,237 | +27.4% |
| 2001 | 27,440 | +18.1% |
| 2011 | 28,684 | +4.5%  |
| 2021 | 28,648 | −0.1%  |

## 같이 보기

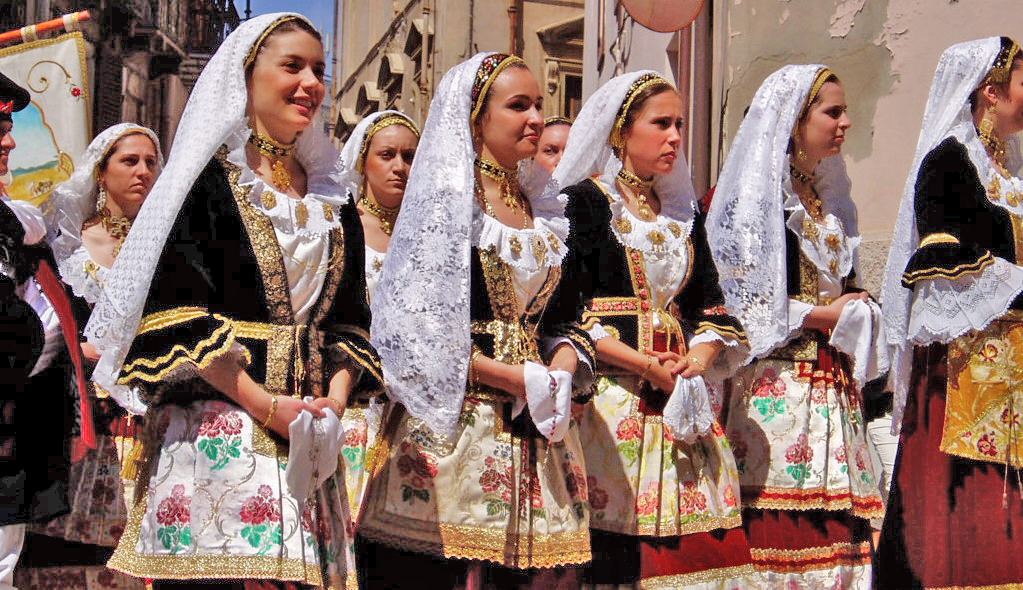
전통 의상

- 몰렌타르주스-살리네 지역 공원